# Wieża Mannesmann
Mannesmann – wolno stojąca, 120-metrowa wieża zbudowana Hanowerze w 1954 r. przez spółkę Mannesmann pod kierunkiem niemieckiego inżyniera Josefa Fröhlicha. Maszt postawiony został na terenie centrum targowego w Hanowerze. Na wysokości 89,8 m znajduje się logo reklamowe Mannesmann. Na maszcie znajdowały się także przekaźniki i anteny sieci komórkowej oraz nadajniki niepublicznej rozgłośni radiowej.
W czerwcu 2012 roku obiekt rozebrano z powodu złego stanu technicznego.